# Aya Khalid
Aya Khalid, född Ahmed 27 april 1996, är en egyptisk volleybollspelare (libero). Hon spelar för Al Ahly SC och Egyptens landslag.
Hon har spelat med landslaget både på junior- och seniornivå. Vid afrikanska mästerskapet 2023 utsågs hon till bästa center (en av två). och vid Afrikanska U18-mästerskapet 2013 till mest värdefulla spelare. På klubbnivå har hon tidigare spelade hon för Al Shams.